# Abbiegefahrbahn

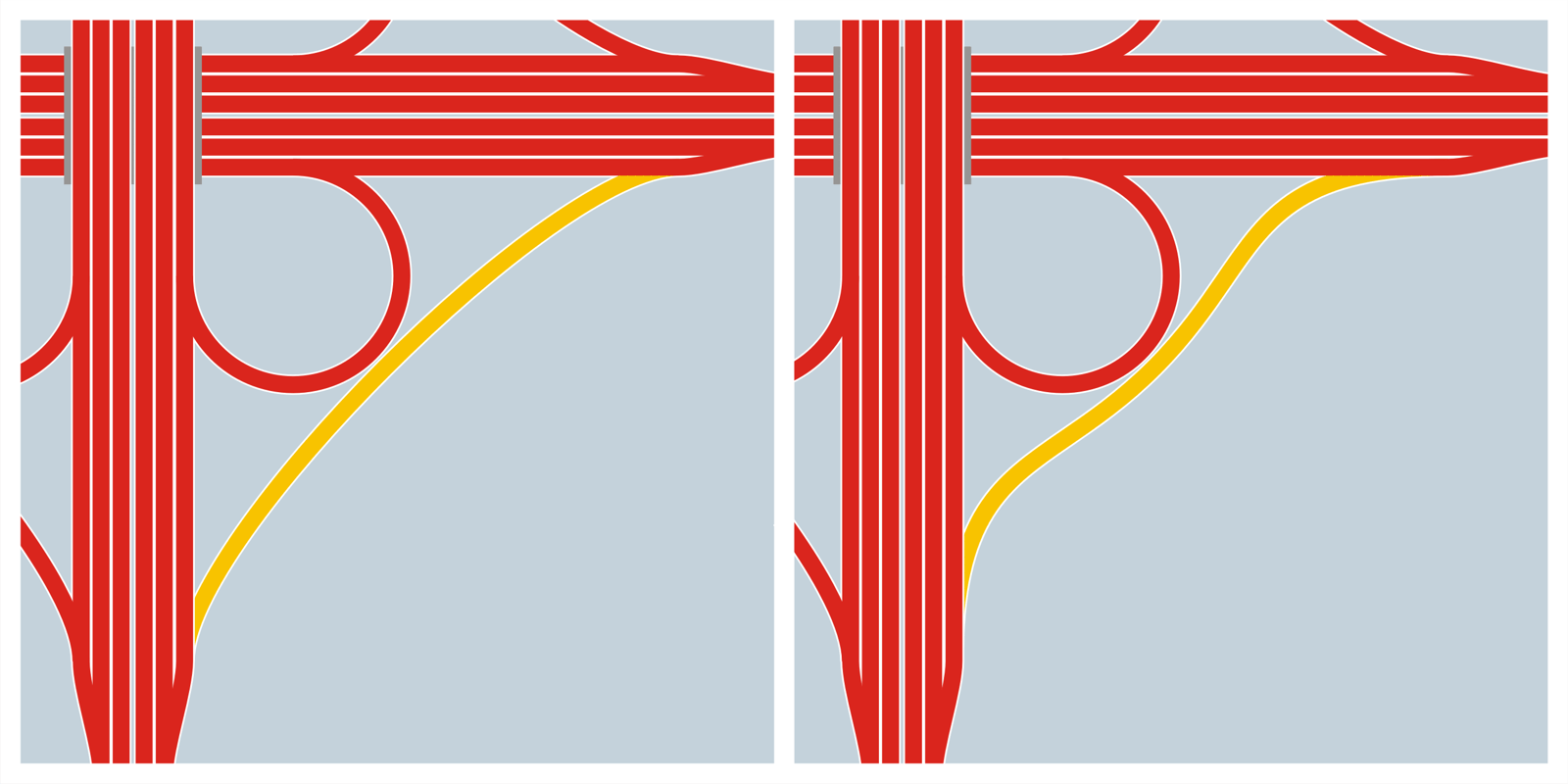
Abbiegefahrbahn (gelb) als Verbindungsrampe zwischen zwei Autobahnen.

Eine Abbiegefahrbahn ist eine Fahrbahn, die ausschließlich (im Gegensatz zur Haupt- oder Richtungsfahrbahn) für das Abbiegen nach rechts oder links vorgesehen ist. Fahrbahnen, die für mehr als eine Richtung vorgesehen sind, fallen nicht darunter. Sie sind baulich durch Schutzplanken, Bordsteine oder Betonschutzwände von den anderen Fahrbahnen getrennt. Eine Abbiegefahrbahn kann auch mehrere Abbiegefahrstreifen umfassen.

## Einsatzbereiche

### An höhenfreien Kreuzungsanlagen
Abbiegefahrbahnen findet man in der Regel bei höhenfreien Kreuzungsanlagen wie Autobahnkreuzen oder -dreiecken. Dort verläuft die Abbiegefahrbahn parallel zur Hauptfahrbahn und kann über den Abbiegefahrstreifen erreicht werden. Sie dient beispielsweise als Verbindungsrampe zwischen zwei verschiedenen Autobahnen.

### Innerorts

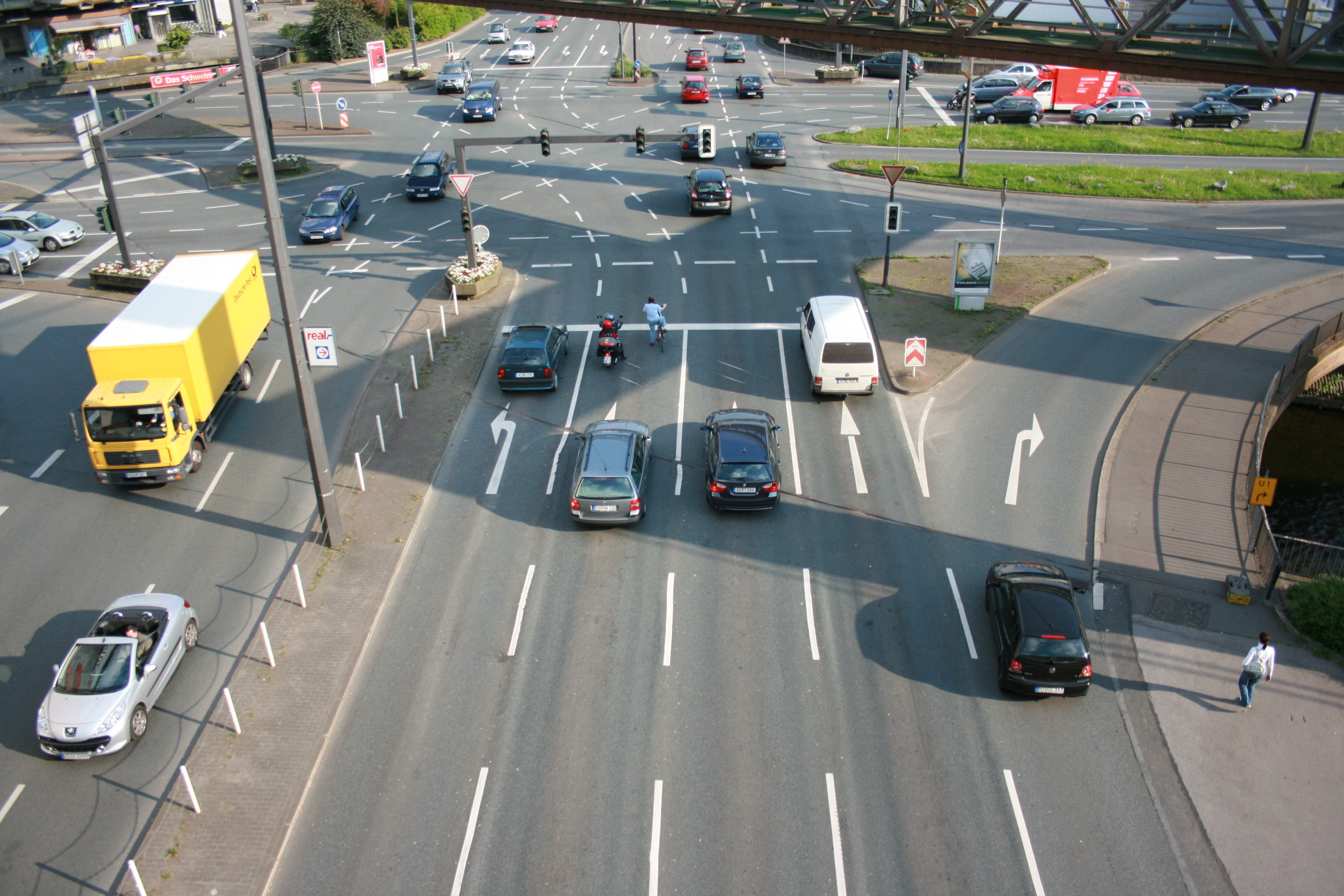
Straßenkreuzung in Wuppertal mit freiem Rechtsabbieger.

An Kreuzungen mit hohem Verkehrsfluss werden auch innerorts oft getrennte Abbiegefahrbahnen für den rechts abbiegenden Verkehr gebaut, um die Leistungsfähigkeit der Kreuzung zu erhöhen. Diese Abbiegefahrbahnen können für die Kreuzung durch Fußgänger mit einem Fußgängerübergang oder einer eigenen Lichtsignalanlage ausgestattet sein, oder ohne Kreuzungshilfe für Fußgänger gebaut werden.
Freie Rechtsabbieger, also nicht-signalisierte Rechtsabbiegefahrbahnen sollen nach dem führenden deutschen Regelwerk, den Richtlinien für die Anlage von Stadtstraßen, RASt 06, innerorts nur (noch) in Ausnahmefällen angewendet werden, da sie Fußgänger und Radfahrer gefährden. Als Beispiel für eine Ausnahme wird dort angegeben, dass sie aus fahrgeometrischen Gründen erforderlich sein können, also ein Rechtsabbiegen für manche Fahrzeuge sonst nicht möglich wäre, wie bei spitzwinkeligen Knotenpunkten.
Wegen des hohen Gefährdungspotentials werden bestehende Abbieger dieser Art, die auch als freilaufende Rechtsabbieger bezeichnet werden, heute zunehmend zurückgebaut. Diese geschieht beispielsweise systematisch in Köln, wofür die Stadt 2022 mit dem Plan F-Award ausgezeichnet wurde.

## Normen und Standards
- Richtlinien für die Anlage von Straßen – Teil: Knotenpunkte (RAS-K)
- Richtlinien für die Anlage von Straßen – Teil: Querschnitt (RAS-Q)